# Photographers in the Netherlands
Photographers in the Netherlands is een Engelstalig naslagwerk van Steven Wachlin over in Nederland werkzame fotografen geboren voor 1900.

## Geschiedenis
Wachlin verzamelde in de loop der jaren informatie over beroepsfotografen die werkzaam waren in Nederland, zowel Nederlandse als buitenlandse. De informatie is gebaseerd op onderzoek van foto's zelf (zoals de logo's, adressen, enz.), het bevolkingsregister, adresboeken en advertenties in kranten.
Van de vermelde fotografen wordt behalve de naam, geboorte- en overlijdensdatum (indien bekend), vermeld wanneer en waar ze werkzaam waren; in vele gevallen zijn door hen gemaakte foto's afgebeeld, meestal portretten maar ook vaak achterzijdes van foto's waarop basale gegevens staan. De fotografen staan alfabetisch volgens het gebruikelijke Nederlandse alfabetiseringssysteem geordend. Het overzicht vermeldt alleen voor 1900 geboren fotografen, dit in verband met geldende privacywetgeving.

### Uitgave
Het boek verscheen in 2011 in twee, doorlopend genummerde ingebonden banden van tezamen meer dan 700 pagina's met als ondertitel A survey of commercial photographers born before 1900 based on data from the Dutch population administration, city directories and newspapers. Het werd uitgegeven door drie instellingen: het Haagse Centraal Bureau voor Genealogie, het Rotterdamse Nederlands Fotomuseum en het eveneens Haagse Rijksbureau voor Kunsthistorische Documentatie. Op de uitgave kon worden ingetekend en een lijst van intekenaren is achterin afgedrukt.